# 梅川駅
梅川駅（メチョンえき）は、大韓民国大邱広域市北区にある大邱交通公社（DTRO）3号線の駅である。駅番号は319。

## 駅構造
相対式ホーム2面2線の高架駅。
のりば
※のりば番号の設定は無し。
| 上り | ●大邱都市鉄道3号線 | 太田・鳩岩・漆谷慶大病院方面 |
| 下り | ●大邱都市鉄道3号線 | 梅川市場・八達・龍池方面     |

## 駅周辺
- 大邱太田洞郵便局
- 大邱梅川初等学校
- 梅川中学校
- 梅川高等学校
- 大邱病院
- 梅川近隣公園

## 歴史
- 2015年4月23日: 3号線の開業とともに開業。

## 隣の駅
大邱交通公社
●3号線
太田駅 (318) - 梅川駅 (319) - 梅川市場駅 (320)